# Bassillac-et-Auberoche
Bassillac-et-Auberoche – gmina we Francji, w regionie Nowa Akwitania, w departamencie Dordogne. W 2013 roku liczba ludności wynosiła 4394 mieszkańców.
Gmina została utworzona 1 stycznia 2017 roku z połączenia sześciu ówczesnych gmin: Bassillac, Blis-et-Born, Le Change, Eyliac, Milhac-d’Auberoche oraz Saint-Antoine-d’Auberoche. Siedzibą gminy została miejscowość Bassillac.